# Gonçalo Ramos
Pour les articles homonymes, voir Ramos.
Gonçalo Matias Ramos, dit Gonçalo Ramos, né le 20 juin 2001 à Olhão au Portugal, est un footballeur international portugais qui évolue au poste d'avant-centre au Paris Saint-Germain.

## Biographie

### En club

#### Formation et premiers pas chez les jeunes du SL Benfica (2009-2019)
Passé par le SC Olhanense et le CB Loulé dans sa jeunesse, Gonçalo Ramos rejoint le centre de formation du Benfica Lisbonne en 2013 et y fait ses classes.
À partir de la saison 2018-2019, il joue avec l'équipe du Benfica Lisbonne B.
Le 7 août 2019, il prolonge son contrat avec son club formateur jusqu'en juin 2024.

#### Passage chez les professionnels du SL Benfica (2020-2023)
Le 21 juillet 2020, Gonçalo Ramos joue son premier match en professionnel, lors d'une rencontre de Liga NOS face au Desportivo Aves. Il entre en jeu ce jour-là et se distingue en inscrivant également ses deux premiers buts, contribuant ainsi à la victoire de son équipe (4-0).
Le 18 août 2020, il se fait remarquer avec les jeunes du SL Benfica en inscrivant un doublé face aux jeunes du Dinamo Zagreb, en quarts de finale de la Youth League. Il permet ainsi à son équipe de remporter le match par trois buts à un et d'accéder à la demi-finale.
Le 7 octobre 2020, Gonçalo Ramos prolonge à nouveau son contrat avec Benfica, le liant au club jusqu'en 2025.
Le 13 avril 2022, Gonçalo Ramos inscrit son premier but en Ligue des champions face au Liverpool FC lors du quarts de finale retour de l'édition 2021-2022. Son but permet à Benfica d'égaliser au terme de la rencontre (3-3) mais son équipe est éliminée de la compétition,.
Le départ du club lisboète de Darwin Núñez pour Liverpool permet à Gonçalo Ramos d'obtenir davantage de responsabilités en attaque en 2022-2023. À cet égard, Gonçalo Ramos se distingue sur la première partie de saison en marquant 14 buts en 21 rencontres et en réalisant 6 passes décisives.
Le 8 mars 2023, Gonçalo Ramos inscrit un doublé face à Bruges en Ligue des champions. En parallèle, il continue son excellente saison avec Benfica au terme de laquelle il termine deuxième meilleur buteur du championnat avec 19 buts.

#### Prêt puis transfert définitif au Paris Saint-Germain (depuis 2023)
Le 7 août 2023, il rejoint officiellement le Paris Saint Germain dans le cadre d’un prêt avec option d’achat quasi obligatoire s'élevant à 80 millions d'euros.
Le 12 août 2023, il est titularisé pour la première fois sous ses nouvelles couleurs lors de la première journée de Ligue 1 contre le FC Lorient.
Le 24 septembre 2023, il ouvre son compteur avec le club parisien en inscrivant un doublé à l'occasion du classique contre l'Olympique de Marseille, remporté sur le score de 4-0.
Le 22 novembre 2023, le Paris Saint-Germain lève officiellement l’option d’achat du joueur, qui est désormais lié au club parisien jusqu'en juin 2028. Le surlendemain, à l'occasion de la réception de l'AS Monaco, il fête sa signature définitive sous ses nouvelles couleurs en inscrivant le premier but de la large victoire parisienne (5-2).
Le 26 février 2025 , il inscrit son premier triplé avec le Paris Saint-Germain contre le Stade briochin . Victoire 7 à 0

### En sélection

#### En jeunes (2018-2020)
Avec les moins de 17 ans, il participe au championnat d'Europe des moins de 17 ans en 2018. Lors de cette compétition organisée en Angleterre, il joue deux matchs. Il se met en évidence en inscrivant un but contre la Slovénie. Avec une seule victoire, un nul et une défaite, le Portugal ne dépasse pas la premier tour.
Avec les moins de 19 ans, il inscrit un but en mars 2019 contre la Turquie, lors des éliminatoires du championnat d'Europe. Il participe ensuite quelques mois plus tard à la phase finale du championnat d'Europe qui se déroule en Arménie. Lors de cette compétition, il joue trois matchs. Il se fait remarquer en marquant un but dès le premier match de poule contre l'Italie, puis en inscrivant un triplé lors de la demi-finale gagnée contre l'Irlande. Titulaire lors de la finale, Ramos s'avère défait par l'Espagne (0-2). Gonçalo Ramos termine meilleur buteur de la compétition avec un total de quatre buts.
Avec les moins de 20 ans, Ramos joue deux matchs en octobre 2019.
Ramos joue son premier match avec l'équipe du Portugal espoirs le 12 novembre 2020, contre la Biélorussie. Il entre en jeu et marque également son premier but en espoir en transformant un penalty en fin de match (victoire 3-0 des jeunes portugais).

#### Avec les A (depuis 2022)
Réalisant une excellente première moitié de saison avec le SL Benfica, il est sélectionné par la sélection portugaise de Fernando Santos pour la Coupe du monde 2022,. Une semaine plus tard, il obtient sa première sélection lors d'un match amical contre le Nigeria et inscrit un but (victoire portugaise 4-0).
Le 6 décembre 2022, il est titularisé pour la première fois en sélection lors du huitième de finale face à la Suisse en remplacement de Cristiano Ronaldo. Auteur d'un triplé et d'une passe décisive lors de cette rencontre que le Portugal remporte (6-1), il est désigné homme du match.
Le 11 septembre 2023, Ramos réalise un doublé face au Luxembourg. Il contribue ainsi à la victoire de son équipe par neuf buts à zéro.
En mai 2024, il fait partie de la liste des 26 joueurs convoqués par Roberto Martinez pour disputer l'Euro 2024.

## Statistiques

### En club
| Saison                | Club                       | Championnat           | Championnat | Championnat | Championnat | Coupe nationale | Coupe nationale | Coupe nationale | Coupe de la Ligue | Coupe de la Ligue | Coupe de la Ligue | Supercoupe | Supercoupe | Supercoupe | Compétition(s) continentale(s) | Compétition(s) continentale(s) | Compétition(s) continentale(s) | Compétition(s) continentale(s) | Coupe du monde des clubs | Coupe du monde des clubs | Coupe du monde des clubs | Supercoupe de l'UEFA | Supercoupe de l'UEFA | Supercoupe de l'UEFA | Total | Total | Total |
| Saison                | Club                       | Division              | M.          | B.          | P.d.        | M.              | B.              | P.d.            | M.                | B.                | P.d.              | M.         | B.         | P.d.       | Comp.                          | M.                             | B.                             | P.d.                           | M.                       | B.                       | P.d.                     | M.                   | B.                   | P.d.                 | M.    | B.    | P.d.  |
| 2018-2019             | Benfica Lisbonne B         | Segunda Liga          | 5           | 0           | 1           | -               | -               | -               | -                 | -                 | -                 | -          | -          | -          | -                              | -                              | -                              | -                              | -                        | -                        | -                        | -                    | -                    | -                    | 5     | 0     | 1     |
| 2019-2020             | Benfica Lisbonne B         | Segunda Liga          | 20          | 4           | 2           | -               | -               | -               | -                 | -                 | -                 | -          | -          | -          | -                              | -                              | -                              | -                              | -                        | -                        | -                        | -                    | -                    | -                    | 20    | 4     | 2     |
| 2020-2021             | Benfica Lisbonne B         | Segunda Liga          | 12          | 11          | 3           | -               | -               | -               | -                 | -                 | -                 | -          | -          | -          | -                              | -                              | -                              | -                              | -                        | -                        | -                        | -                    | -                    | -                    | 12    | 11    | 3     |
| Sous-total            | Sous-total                 | Sous-total            | 37          | 15          | 6           | -               | -               | -               | -                 | -                 | -                 | -          | -          | -          | -                              | -                              | -                              | -                              | -                        | -                        | -                        | -                    | -                    | -                    | 37    | 15    | 6     |
| 2019-2020             | Benfica Lisbonne           | Liga                  | 1           | 2           | 0           | -               | -               | -               | -                 | -                 | -                 | -          | -          | -          | -                              | -                              | -                              | -                              | -                        | -                        | -                        | -                    | -                    | -                    | 1     | 2     | 0     |
| 2020-2021             | Benfica Lisbonne           | Liga                  | 4           | 2           | 0           | 5               | 2               | 0               | 1                 | 0                 | 0                 | -          | -          | -          | C3                             | 2                              | 0                              | 0                              | -                        | -                        | -                        | -                    | -                    | -                    | 12    | 4     | 0     |
| 2021-2022             | Benfica Lisbonne           | Liga                  | 29          | 7           | 1           | 2               | 0               | 0               | 4                 | 0                 | 1                 | -          | -          | -          | C1                             | 11                             | 1                              | 0                              | -                        | -                        | -                        | -                    | -                    | -                    | 46    | 8     | 2     |
| 2022-2023             | Benfica Lisbonne           | Liga                  | 30          | 19          | 2           | 2               | 0               | 0               | 1                 | 1                 | 0                 | -          | -          | -          | C1                             | 14                             | 7                              | 3                              | -                        | -                        | -                        | -                    | -                    | -                    | 47    | 27    | 5     |
| Sous-total            | Sous-total                 | Sous-total            | 64          | 30          | 3           | 9               | 2               | 0               | 6                 | 1                 | 1                 | -          | -          | -          | -                              | 27                             | 8                              | 3                              | -                        | -                        | -                        | -                    | -                    | -                    | 106   | 41    | 7     |
| 2023-2024             | Paris Saint-Germain (prêt) | Ligue 1               | 29          | 11          | 1           | 4               | 3               | 0               | -                 | -                 | -                 | 0          | 0          | 0          | C1                             | 7                              | 0                              | 0                              | -                        | -                        | -                        | -                    | -                    | -                    | 40    | 14    | 1     |
| 2024-2025             | Paris Saint-Germain        | Ligue 1               | 22          | 10          | 3           | 6               | 5               | 2               | -                 | -                 | -                 | 1          | 0          | 0          | C1                             | 12                             | 3                              | 1                              | 5                        | 1                        | 0                        | -                    | -                    | -                    | 46    | 19    | 6     |
| 2025-2026             | Paris Saint-Germain        | Ligue 1               | 0           | 0           | 0           | 0               | 0               | 0               | -                 | -                 | -                 | 0          | 0          | 0          | C1                             | 0                              | 0                              | 0                              | -                        | -                        | -                        | 1                    | 1                    | 0                    | 1     | 1     | 0     |
| Sous-total            | Sous-total                 | Sous-total            | 51          | 21          | 5           | 10              | 8               | 2               | -                 | -                 | -                 | 1          | 0          | 0          | -                              | 19                             | 3                              | 1                              | 5                        | 1                        | 0                        | 1                    | 1                    | 0                    | 87    | 34    | 8     |
| Total sur la carrière | Total sur la carrière      | Total sur la carrière | 152         | 66          | 14          | 19              | 10              | 2               | 6                 | 1                 | 1                 | 1          | 0          | 0          | -                              | 46                             | 11                             | 4                              | 5                        | 1                        | 0                        | 1                    | 1                    | 0                    | 230   | 90    | 21    |

### En sélection
| Saison                | Sélection             | Phases finales        | Phases finales | Phases finales | Phases finales | Éliminatoires CDM | Éliminatoires CDM | Éliminatoires CDM | Éliminatoires EURO | Éliminatoires EURO | Éliminatoires EURO | Ligue des nations UEFA | Ligue des nations UEFA | Ligue des nations UEFA | Matchs amicaux | Matchs amicaux | Matchs amicaux | Total | Total | Total |
| Saison                | Sélection             | Compétition           | M              | B              | Pd             | M                 | B                 | Pd                | M                  | B                  | Pd                 | M                      | B                      | Pd                     | M              | B              | Pd             | M     | B     | Pd    |
| --------------------- | --------------------- | --------------------- | -------------- | -------------- | -------------- | ----------------- | ----------------- | ----------------- | ------------------ | ------------------ | ------------------ | ---------------------- | ---------------------- | ---------------------- | -------------- | -------------- | -------------- | ----- | ----- | ----- |
| 2022-2023             | Portugal              | Coupe du monde 2022   | 4              | 3              | 1              | -                 | -                 | -                 | 2                  | 0                  | 0                  | -                      | -                      | -                      | 1              | 1              | 1              | 7     | 4     | 2     |
| 2023-2024             | Portugal              | Euro 2024             | 1              | 0              | 0              | -                 | -                 | -                 | 3                  | 3                  | 0                  | -                      | -                      | -                      | 3              | 1              | 0              | 7     | 4     | 0     |
| 2024-2025             | Portugal              | -                     | -              | -              | -              | -                 | -                 | -                 | -                  | -                  | -                  | 1                      | 1                      | 0                      | -              | -              | -              | 1     | 1     | 0     |
| Total sur la carrière | Total sur la carrière | Total sur la carrière | 5              | 3              | 1              | -                 | -                 | -                 | 5                  | 3                  | 0                  | 1                      | 1                      | 0                      | 4              | 2              | 1              | 15    | 9     | 2     |

## Palmarès
| Benfica Lisbonne (1)                                                     | Paris Saint-Germain (7) | Portugal (1) |
| ------------------------------------------------------------------------ | --- | --- |
| - Championnat du Portugal (1) : - Champion : 2023 - Vice-champion : 2020 | - Ligue des champions (1) : - Vainqueur en 2025 - Supercoupe de l'UEFA (1) : - Vainqueur : 2025 - Trophée des champions (2) : - Vainqueur : 2023 et 2024 - Championnat de France (2) : - Champion : 2024 et 2025 - Coupe de France (2) : - Vainqueur : 2024 et 2025 - Coupe du monde des clubs : - Finaliste : 2025 | - Championnat d'Europe -19 ans : - Finaliste : 2019 - Championnat d'Europe espoirs : - Finaliste : 2021 - Ligue des nations (1) : - Vainqueur : 2025 |

### Récompenses individuelles
- Meilleur buteur du Championnat d'Europe des moins de 19 ans en 2019 (4 buts)
- Co-meilleur buteur de l'UEFA Youth League 2019-2020 (8 buts)